# Aiòdda

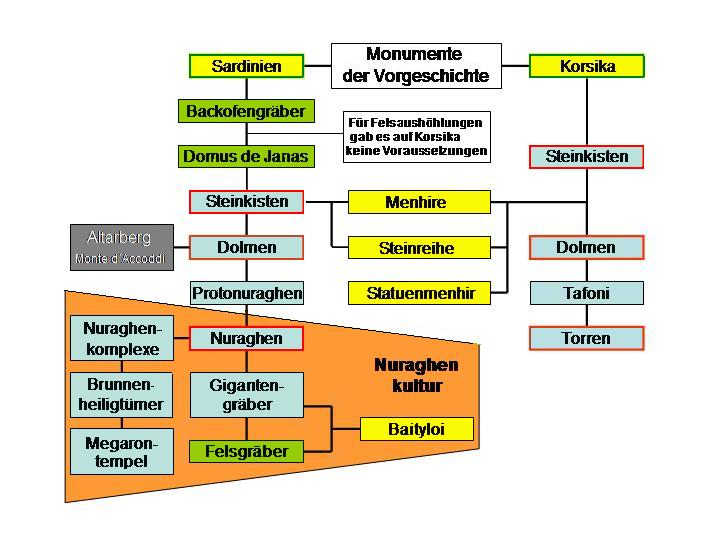
Sardisch-korsische Typenreihe

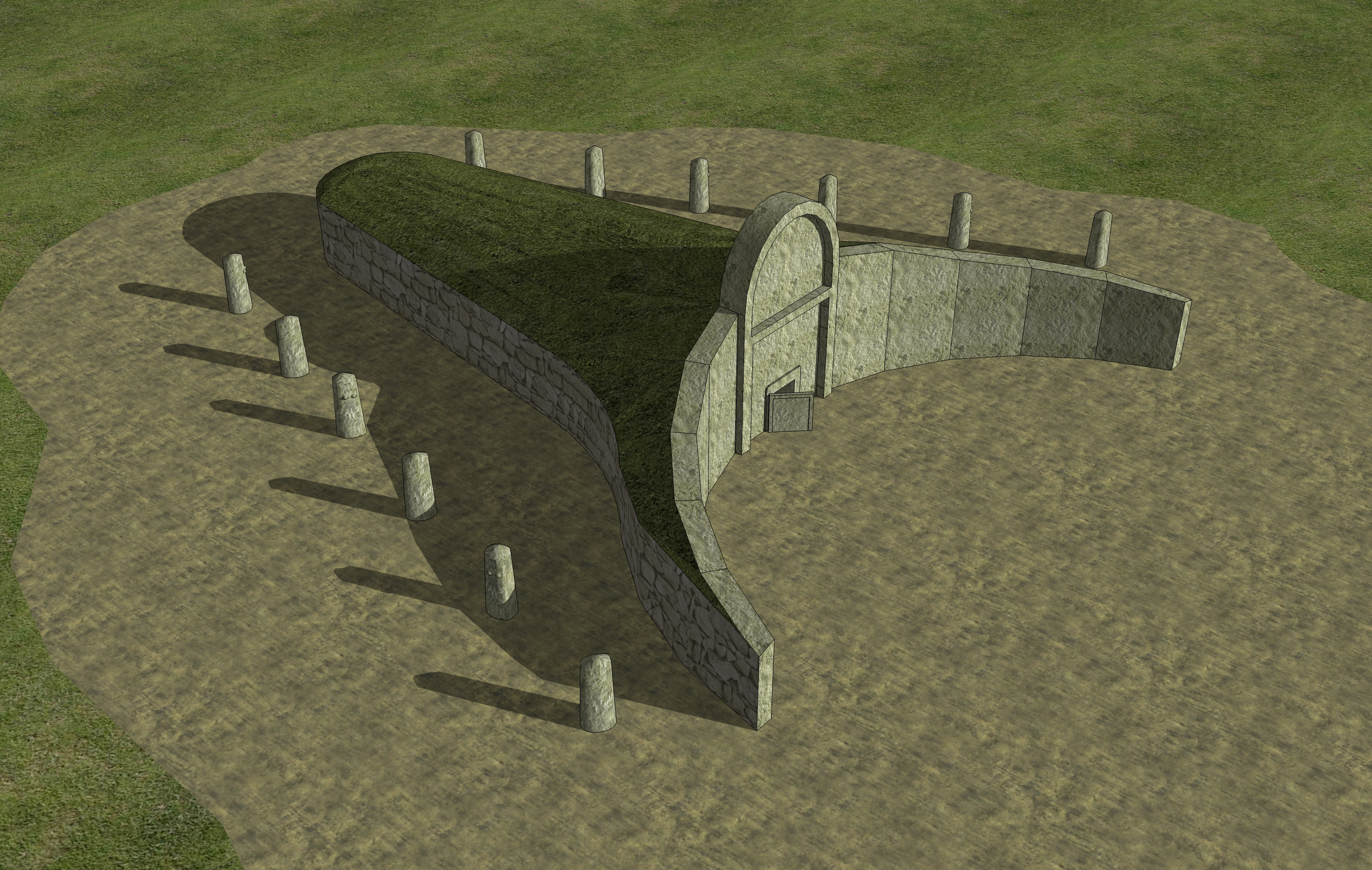
Modell mit Portalstelen-Exedra

Das Gigantengrab von Aiòdda liegt bei Nurallao, in der Provinz Sud Sardegna auf dem westlichen Teil der Kalksteinhochfläche „Altopiano Pranu Ciaexìus“, auf Sardinien. Die in Sardu „Tumbas de los zigantes“ und (italienisch Tombe dei Giganti –  plur.) genannten Bauten sind die größten pränuraghischen Kultanlagen Sardiniens und zählen europaweit zu den spätesten Megalithanlagen. Die 321 bekannten Gigantengräber sind Monumente der bronzezeitlichen Bonnanaro-Kultur (2.200-1.600 v. Chr.), die Vorläuferkultur der Nuraghenkultur ist.

## Typenfolge
Baulich treten Gigantengräber in zwei Varianten auf. Die Anlagen mit Portalstelen und Exedra gehören zum älteren nordsardinischen Typ. Bei späteren Anlagen besteht die Exedra statt aus monolithischen Stelen, aus einer in der Mitte deutlich erhöhten Quaderfassade aus bearbeiteten und geschichteten Steinblöcken (italienisch tipo dolmenico Dolmentyp). Das Gigantengrab von Aiòdda ist eine Anlage des älteren Typs (mit weitgehend zerstörter Exedra).

## Beschreibung
In 400 m Höhe gelegen, ist das Gigantengrab ein klassisches Grab des Riesen das (von oben gesehen) einen Stier stilisiert. In der Mitte der Exedra befindet sich der Zugang zur Kammer. Die etwa 10,0 m lange, sich hinter dem Zugang aufweitende, teilweise in den Untergrund eingetiefte Kammer besteht noch aus drei bis fünf Reihen von überkragenden Mauerresten, die ursprünglich von einem Erdhügel bedeckt waren. 
Im Süden des Landes gelegen markiert das ausgegrabene Aiòdda die Südgrenze für die Verbreitung der sardischen Statuenmenhire aus, weist aber auch einige Besonderheiten auf. Die Exedra aus Kalksteinplatten, weist zentral die spärlichen Reste der großen Portalstele auf, die an der Basis abgebrochen, durch eine rechteckige Türöffnung perforiert und durch große seitliche Aussparungen moduliert ist. Die teilweise eingetiefte lange Kammer hat einen nach oben stark einwärts geneigten Querschnitt, der an der Außenseite vom Hügel begrenzt wird.
Im Inneren wurden die Reste von etwa 20 zerbrochenen Stelen gefunden, die als Baumaterial verwendet wurden. Sie sind mit den vorausgegangenen Kulturen Abealzu-Filigosa oder Monte-Claro zu verbinden. Aiodda markiert die Südgrenze der Ausdehnung der Statuenmenhire sarcidanesi. Einige der Menhire blieben Bestandteil der Megalithanlage, andere sind im Museum von Laconi zu besichtigen. Metallische Funde aus Kupfer oder Bronze, verweisen auf die Anwesenheit von Leuten der Glockenbecherkultur aus der frühen Bronzezeit.